# زمین‌لرزه بزرگ آدلاید
زمین‌لرزه بزرگ آدلاید در تاریخ ۱ آوریل ۱۹۵۴ میلادی، برابر با ‎۱۲ فروردین ۱۳۳۳، ساعت ۰۳:۴۰:۰۰ به زمان یوتی‌سی در استرالیا ، منطقه آدلاید رخ داد.ژرفای این زلزله ۴ کیلومتر بود. بزرگی آن ۵٫۶ در مقیاس Mw بدست آمده‌است.
کشته‌ای در این زمین‌لرزه گزارش نشده‌است.